# Herman De Coux
Herman De Coux (8 november 1963) is een Belgische politicus en voormalige atleet, die zich had toegelegd op de lange afstand en het veldlopen. Hij veroverde één Belgische titel.

## Biografie
De Coux nam driemaal deel aan de Wereldkampioenschappen veldlopen. Zijn beste resultaat was een 91e plaats in 1992. In 1994 nam hij ook deel aan de Europese kampioenschappen veldlopen. Hij behaalde een 43e plaats. 
De Coux nam in 1992 en 1996 deel aan het Wereldkampioenschap halve marathon. Zijn beste resultaat was een 52e plaats in 1996. Dat jaar werd hij ook Belgisch kampioen op die afstand. In 1994 nam hij ook deel aan de Europese kampioenschappen veldlopen. Hij behaalde een 43e plaats.
De Coux was aangesloten bij BETA, stapte over naar Vilvoorde Atletiek Club en keerde terug naar fusieclub ROBA.
De Coux is ook politiek actief. Hij werd in 2001 gemeenteraadslid in Begijnendijk voor MGB. In 2007 werd hij schepen van Sport, Onderwijs en Toerisme. Na de verkiezingen van 2012 werd hij naast Sport en Onderwijs ook bevoegd voor Openbare Werken. Na de gemeenteraadsverkiezingen van 2018 belandde hij in de oppositie.

## Belgische kampioenschappen
| Onderdeel      | Jaar |
| -------------- | ---- |
| halve marathon | 1996 |

## Palmares

### halve marathon
- 1992: 86e WK Great North Run – 1.06.12
- 1996:  BK in Flémalle – 1.06.45
- 1996: 52e WK in Palma de Mallorca– 1.05.53
- 1999:  Tungri Run – 1.06.20

### veldlopen
- 1988: 159e WK in Auckland
- 1989: 108e WK in Stavanger
- 1992: 91e WK in Boston
- 1994: 43e EK in Alnwick